# Parafia Najświętszej Maryi Panny Wspomożenia Wiernych w Dąbrowie Górniczej
Parafia Najświętszej Maryi Panny Wspomożenia Wiernych w Dąbrowie Górniczej – rzymskokatolicka parafia położona w dekanacie siewierskim, diecezji sosnowieckiej, metropolii częstochowskiej, erygowana w 1986 roku. Mieści się w dzielnicy Trzebiesławice.

## O parafii
Parafia została erygowana w dniu 19 marca 1986 r. przez biskupa częstochowskiego Stanisława Nowaka. 
Parafia została wydzielona z parafii św. Macieja Ap. w Siewierzu i św. Stanisława BM w Chruszczobrodzie. Do momentu wybudowania obecnego kościoła parafialnego wszelkie nabożeństwa odbywały się w tymczasowej kaplicy dworskiej. Obecny kościół parafialny powstał w latach 1987–1989.
Patronką parafii jest Matka Boża Wspomożenia Wiernych (wspomnienie 24 maja); odpust parafialny – 3. lub 4. niedziela maja.

## Zasięg parafii
- Miejscowości: Gołuchowice, Komorniki, Trzebiesławice[2]
- Ulice Siewierza: Graniczna, Górna, Słoneczna, Wiśniowa[2]

## Proboszczowie, administratorzy[1]
- ks. Ryszard Migocki,
- ks. Stanisław Łyp,
- ks. Marian Czerniejewski
- ks. Stanisław Litwa (administrator od 2024)[3]